# Giovanni Battista Casali (erudito)
Giovanni Battista Casali, in latino Johannes Baptista Casalius (Roma, 1578 – Roma, 1648), è stato uno storico e antiquario italiano.

## Biografia
Nato nel 1578, fu Camerario dell'Ospizio dei Convalescenti e Pellegrini a Roma. Morì a Roma nel 1648. È sepolto nella Basilica di Sant'Agostino. Casali aveva un ricco "museo privato" di oggetti antichi nel suo palazzo di Campo Marzio.

## Opere
- De Profanis et sacris veterum Ritibus, Roma, 1644 et 1645, 2 vol. in-4°; Francoforte, 1681.
- De Veteribus sacris christianorum ritibus Explanatio, Roma, 1647, in-fol.
- De Ritibus veterum Ægyptiorum, Roma, 1644, in-4°; Francoforte, 1681, in-4°;
- De Urbis ac romani olim imperii Splendore, Roma, 1560, in-fol.